# کامپس دل ریو
کامپُس دِل ریو (به اسپانیایی: Campos del Río) یکی از شهرداری‌های کومارکای شرقی و در بخش خودمختار مورسیا در کشور اسپانیا قرار دارد. تا سال ۲۰۱۲ مساحت این شهرداری ۴۷٬۲۹ کیلومتر مربع و جمعیت آن ۲۱۷۶ تَن می‌باشد.